# Transgressie
Transgressie is in de geologie het stijgen van de relatieve zeespiegel, waardoor op een bepaalde plek steeds dieper zeewater voorkwam. Transgressie gaat meestal gepaard met het landinwaarts verschuiven van de kustlijn. Transgressie uit zich in sedimentaire afzettingen door naar boven toe gaandeweg steeds diepere facies. Voorbeelden zijn het voorkomen van ondiepe mariene lagen boven op in een kustlagune afgezette lagen, of in de diepzee gevormde lagen bovenop bioklastische lagen die in de buurt van een koraalrif werden gevormd.
Het stijgen van het relatieve zeeniveau heeft twee mogelijke oorzaken: ofwel tektonische daling ofwel een stijging van het eustatisch zeeniveau. Gedurende de geologische geschiedenis wisselden perioden van transgressie en regressie elkaar af. Deze afwisselingen hebben zich zowel regelmatig (cyclisch) als onregelmatig voorgedaan.
In sedimentaire gesteenten zijn perioden van transgressie te herkennen aan het maximale vloedniveau (Engels: maximum flooding surface), een term uit de sequentiestratigrafie.